# Narraga georgiana
Narraga georgiana là một loài bướm đêm trong họ Geometridae.